# Mallo (botanica)
Il mallo è la polpa che può avvolgere un tipo particolare di frutto detto noce.
Il frutto detto "noce" può essere in realtà botanicamente una drupa, che sotto una buccia (esocarpo) sottile racchiude uno strato polposo (o fibroso), il mesocarpo, che avvolge a sua volta il seme, che è la noce vera e propria (endocarpo).
Il termine mallo è quindi equivalente a polpa, ma si applica per le "drupe" con tale termine, in luogo di polpa, solo nel caso che la polpa non sia la parte commestibile, ma lo sia invece il seme interno.

In diversi casi, pur non essendo commestibile, il mallo riveste una discreta importanza economica. Per esempio si cita il mallo della noce comune, usato come colorante e aroma per la preparazione di liquori (Nocino) o ancora come fibra tessile, come nel caso della noce di cocco, che ha appunto un mallo a consistenza fibrosa di peso specifico molto basso e con un forte contenuto in tannino, che evita la degradazione in acqua e non marcisce.

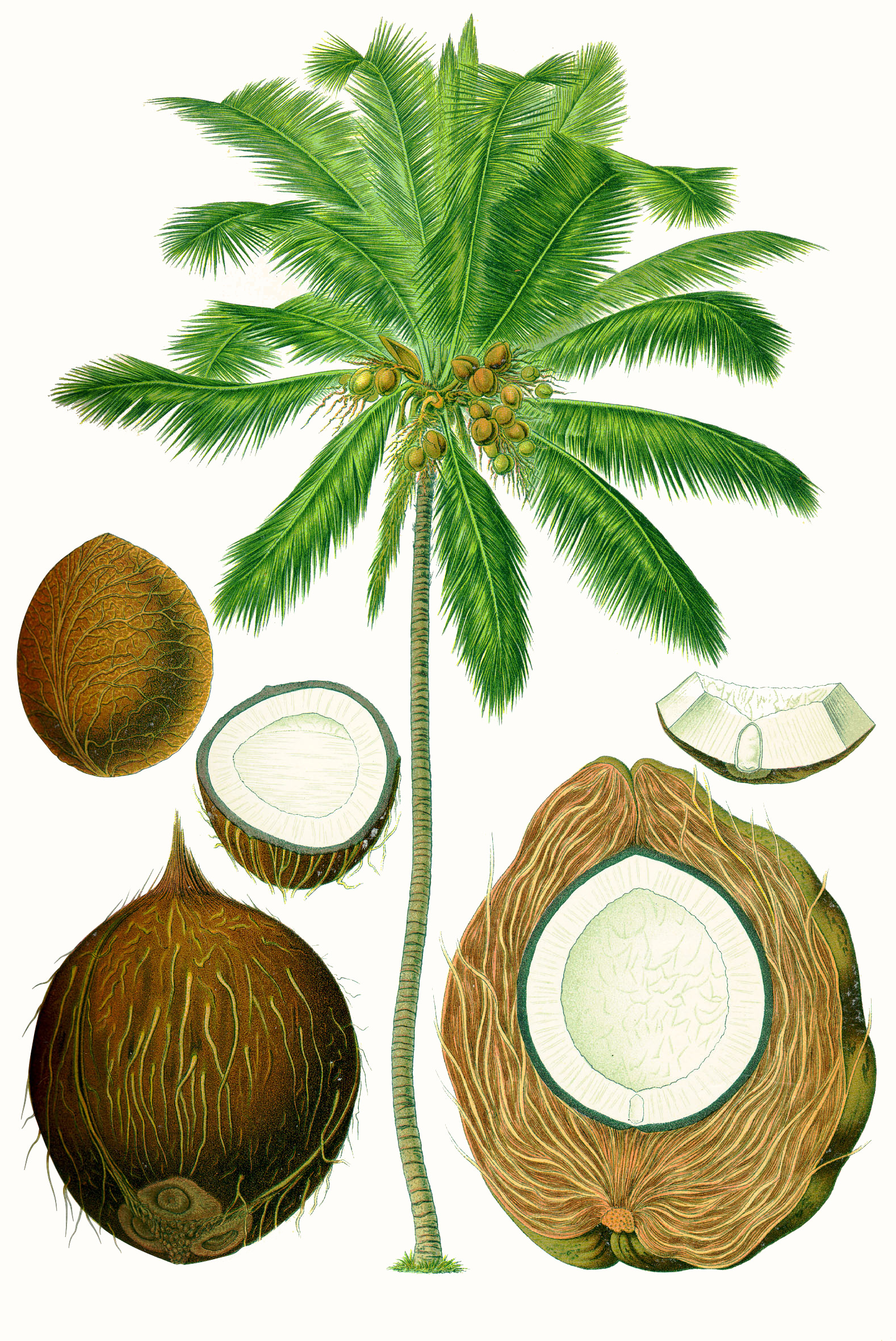
Noce di cocco, il mallo è la spessa massa fibrosa che circonda la noce

In particolare nel caso della noce di cocco, la presenza di un mallo fibroso molto leggero e resistente che avvolge la noce permette il galleggiamento del frutto per periodi di tempo molto lunghi. Grazie al galleggiamento, i frutti caduti sulle spiagge e raccolti dalle forti mareggiate o delle maree vengono trasportati dalle correnti per centinaia di chilometri prima di arrivare su altre isole. Superando in direzione della terraferma il punto di risacca delle spiagge, le noci germinano grazie alle piogge. In questo modo è assicurata la diffusione naturale della specie botanica anche su lunghe distanze e attraverso il mare.